# Campionat britànic de trial 1976
La temporada de 1976 del Campionat britànic de trial fou la 27a edició d'aquest campionat, organitzat per l'ACU. El calendari oficial constava de 10 proves puntuables.

## Classificació final
| Posició | Pilot            | Motocicleta | Punts |
| ------- | ---------------- | ----------- | ----- |
| 1       | Malcolm Rathmell | Montesa     | 105   |
| 2       | Martin Lampkin   | Bultaco     | 87    |
| 3       | Dave Thorpe      | Bultaco     | 72    |
| 4       | Rob Shepherd     | Montesa     | 64    |
| 5       | John Metcalfe    | Suzuki      | 49    |
| 6       | Mick Andrews     | Yamaha      | 48    |
| 7       | Nigel Birkett    | Suzuki      | 47    |
| 8       | Rob Edwards      | Montesa     | 39    |
| 9       | Alan Lampkin     | Bultaco     | 22    |
| 10      | Nick Jefferies   | Honda       | 18    |